# Битва біля Гросберена
Битва біля Гросберена — бій 23 серпня 1813 року, між французькою армією маршала Удіно і Північною армією союзників (прусско-російсько-шведські війська) під командуванням кронпринца Бернадота під Берліном в районі села Гросберен.

Перший бій після закінчення перемир'я в кампанії 1813 року, у якому прусські війська з Північної армії союзників відбили спробу захоплення Берліна, столиці Пруссії.